# Deaf School
Deaf School (englisch für „Gehörlosenschule“) ist eine 1973 gegründete und in Liverpool angesiedelte britische Band, deren Stil zwischen Pub Rock, Punk und „Artrock“ à la Roxy Music angesiedelt ist.

## Geschichte
Nach der dritten LP löste sich die Gruppe zunächst auf. Aus Deaf School gingen Sängerin Bette Bright als Solokünstlerin und Clive Langer als Produzent hervor. Steve Lindsey gründete die Band Planets. Enrico Cadillac tat sich unter seinem richtigen Namen Steve Allen mit Ian Broudie (vormals Big in Japan) zusammen, um die Original Mirrors ins Leben zu rufen.
Ende der 1980er feierten fast alle Deaf School-Mitglieder, darunter Langer und die drei Sänger, eine kurzzeitige Wiedervereinigung für 2nd Coming, eine Live-Aufnahme der besten Songs aus ihren 1970er-Alben.
Ende Mai 2006 kam die Band für eine Reihe von Konzerten, darunter am 27. Mai anlässlich der Wiedereröffnung des Clubs The Picket in Liverpool, noch einmal zusammen.
2017 wurde das Album Let’s Do This Again Next Week veröffentlicht.

## Bandmitglieder
- Bette Bright: Gesang
- Enrico Cadillac (Steve Allen): Gesang
- Eric Shark (Thomas Sam Davis, * 1950; † 2010[1]): Gesang
- Ian Ritchie: Holzblasinstrumente
- Max Ripple (John Wood): Tasteninstrumente
- Clive Langer: Gitarre
- Steve „Average“ Lindsey: Bassgitarre
- Tim Whittaker: Schlagwerk

## Diskografie

### Alben
- 1976: 2nd Honeymoon
- 1977: Don’t Stop the World
- 1978: English Boys/Working Girls
- 1988: 2nd Coming: Liverpool '88
- 2003: What a Way to End It All: The Anthology
- 2017: Let’s Do This Again Next Week

### Singles
- 1977: 2nd Honeymoon / Don’t Stop the World
- 1978: Thunder & Lightning / Working Girls